# Thoracocharax stellatus
El pechito, pez hacha de plata, pez hacha plateado, tetra hacha o volador (Thoracocharax stellatus) es una especie de peces de la familia Gasteropelecidae en el orden Characiformes.

## Morfología
Los machos pueden llegar alcanzar los 6,7 cm de longitud total.

## Hábitat
Es un pez de agua dulce, de clima tropical y vive en el Amazonas.

## Distribución geográfica
Se encuentran en Sudamérica: cuencas de los ríos  Paraná, Amazonas y Orinoco.